# Elena Giurcă
Elena Giurcă (Bukarest, 1946. január 11. – 2013. december) olimpiai bronzérmes román evezős.

## Pályafutása
1969-ben a klagenfurti Európa-bajnokságon bronzérmet szerzett a nyolcas tagjaként. Az 1976-os montréali olimpián bronzérmet nyert négypárevezősben társaival. 1974 és 1977 között két világbajnoki ezüst- és egy bronzérmet szerzett.

## Sikerei, díjai
- Olimpiai játékok – négypárevezős
  - bronzérmes: 1976, Montréal
- Világbajnokság
  - ezüstérmes: 1974, 1977 (négypárevezős)
  - bronzérmes: 1977 (kormányos négyes)
- Európa-bajnokság
  - bronzérmes: 1969 (nyolcas)